# Boris Sinicyn
Boris Michajłowicz Sinicyn, ros. Борис Михайлович Синицин (ur. 15 sierpnia 1948) – rosyjski hokeista, trener hokejowy.

## Kariera zawodnicza
Jako zawodnik był wychowankiem Mołotu Perm. W drużynie seniorskiej zadebiutował jako junior. Później grał także w innych zespołach, w tym kazachskich: w Karagandzie, Jarosławiu, Pawłodarze. W wieku 30 lat zakończył karierę zawodniczą.

## Kariera trenerska
Ukończył Wyższą Szkołę Trenerską. Prowadził jako trener zespoły Jertysu, od 1987 Traktora Lipieck – przez trzy lata jako asystent oraz dwa następne jako główny trener. Trenował także drużynę rezerwową w klubie Krylja Sowietow Moskwa, był szkoleniowcem w młodzieżowej kadrze Rosji, reprezentacji Moskwy, pracował także w Czechach i Szwajcarii. W latach 90. był asystentem w macierzystym klubie Mołot Perm, a w sezonie 1995/1996 samodzielnie prowadził zespół w rozgrywkach MHL zajmując piąte miejsce w Konferencji Wschód i uzyskując kwalifikację do play-off. W lipcu 1998 został głównym trenerem STS „Autosan” Sanok w lidze polskiej. Prowadził ten zespół od początku sezonu 1998/1999, zaś wskutek niepomyślnych rezultatów został odwołany w listopadzie 1998.
W późniejszych latach został trenerem grup młodzieżowych w klubie Atłant Mytiszczi.